# Badonviller Marsch
La Badonviller Marsch (AM II, 256), conosciuta anche come Badenweiler Marsch, è una famosa  marcia militare composta da Georg Fürst nel 1914. A partire dal  1934 venne utilizzata come musica ufficiale per le uscite pubbliche di Adolf Hitler.

## Storia

### Le origini
Georg Fürst compose questa marcia per il Königlich Bayerisches Infanterie-Leib-Regiment, un corpo militare appartenente al Regno di Baviera, e prende il nome dall'omonima città della Lorena dove, il 12 agosto 1914, il reggimento in questione vinse una battaglia contro i francesi nell'ambito della prima guerra mondiale. Pare che il caratteristico tema musicale iniziale sia ispirato al suono delle sirene delle ambulanze, che Fürst sentiva quotidianamente sul campo di battaglia. La composizione è catalogata nell'Armeemarschsammlung, l'elenco delle marce militari tedesche, come AM II, 256.

### Nella Germania nazista
Alla morte di Paul von Hindenburg, avvenuta nel 1934, la marcia venne utilizzata, nonostante fosse priva di connotazioni politiche, come musica ufficiale per le uscite pubbliche di Adolf Hitler. Caratteristica del periodo fu l'abitudine dei cinegiornalisti di utilizzare la composizione come sottofondo dei loro filmati, come quelli della Deutsche Wochenschau, quando appariva il Führer. Il titolo venne in quegli anni tradotto in tedesco, diventando Badenweiler Marsch. La scelta del nome, tuttavia, non ha alcuna relazione con la cittadina di Badenweiler, nel Baden-Württemberg.
Un'ordinanza di polizia del 17 maggio 1939 prescriveva che la marcia dovesse essere eseguita solo alla presenza di Hitler. La composizione è solitamente preceduta dal Parademarsch der Spielleute e dal Deutsche Locken, due brevissime introduzioni tradizionali tedesche eseguite da flauto e percussioni. Ne Il trionfo della volontà, un film di propaganda del 1935, la Badenweiler Marsch è presentata come "La marcia preferita del Führer" e fa da sottofondo alla parata della 1. SS-Panzer-Division "Leibstandarte SS Adolf Hitler" per le strade di Norimberga. Un testo, non ufficiale, venne successivamente aggiunto dal poeta Oskar Sauer-Homburg.

### Dopo la seconda guerra mondiale
Benché fosse stata originariamente scritta per celebrare un avvenimento relativo alla prima guerra mondiale, la successiva stretta correlazione fra la musica e la figura del Führer danneggiò, dopo il termine della seconda guerra mondiale, la reputazione di Georg Fürst come compositore, e la marcia non venne più eseguita per alcuni anni. Nel 1956 Friedrich Deisenroth, all'epoca direttore della banda musicale della Bundeswehr, emanò una direttiva che consentiva di suonarla nuovamente, ma solo durante "concerti storici", con l'intento di illustrare l'evoluzione della musica bandistica militare tedesca, e solo con il titolo originario di Badonviller Marsch. Questa regola, tuttavia, non vale per i corpi bandistici civili, i quali possono suonare la marcia senza limitazioni. Eseguita di rado durante la seconda metà del XX secolo, la marcia ha conosciuto un periodo di revival con l'inizio del XXI secolo. Attualmente, con l'inconsueto titolo di Marcha Naval, fa parte del repertorio musicale ufficiale delle Forze Armate del Cile.